# سد لیوکسی

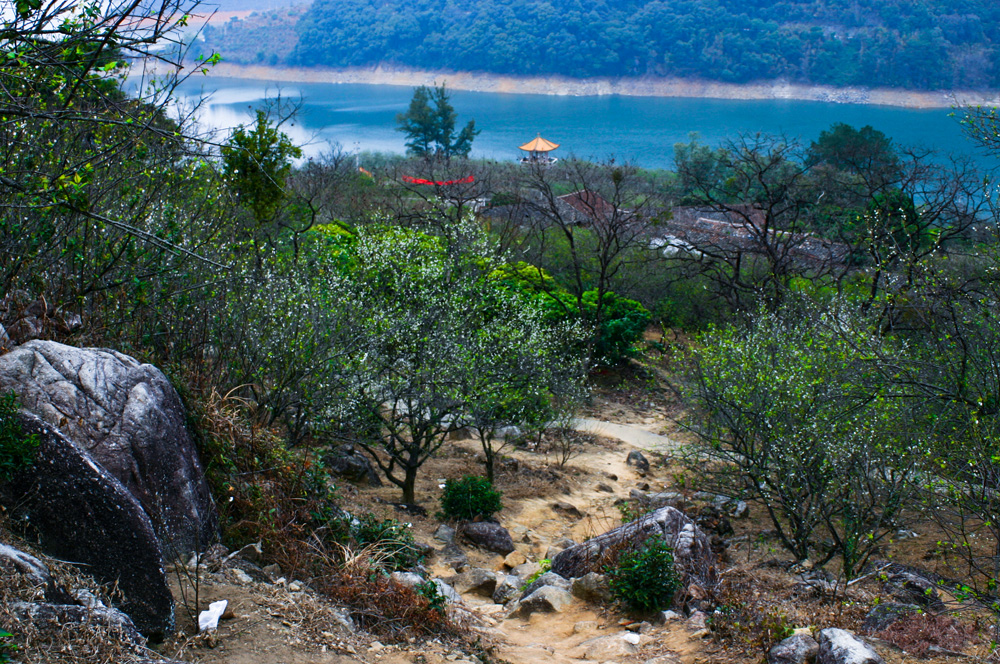
سد لیوکسی

سد لیوکسی (به لاتین: Liuxihe Dam) یک سد قوسی در چین است که در Conghua, Guangzhou, Guangdong Province واقع شده‌است.